# Детское Евровидение — 2009
Детское Евровидение — 2009 (англ. Junior Eurovision Song Contest 2009, укр. Дитячий конкурс пісні Євробачення 2009)  —  7-й детский конкурс песни «Евровидение», состоявшийся 21 ноября 2009 года, в столице Украины — Киеве, ведущими которого были Ани Лорак, Тимур Мирошниченко и Дмитрий Бородин.
Конкурс выиграл Ральф Макенбах из Нидерландов с песней «Click Clack». Луара Айрапетян из Армении и Екатерина Рябова из России заняли второе место.

## Место проведения
Беларусь, Сербия и Украина подавали заявку на проведение «Детского Евровидения — 2009». Украина была выбрана в качестве страны-хозяйки Европейским вещательным союзом 6 июня 2008 года. Швеция также изначально подавала заявку на проведение конкурса, но позднее отозвала её.

## Участники
8 июня 2009 года было объявлено, что 13 стран примут участие в «Детском Евровидении — 2009»: Швеция вернулась на конкурс, а Болгария, Греция и Литва отказались от участия.
| №  | Страна             | Язык                        | Артист              | Песня                                                           | Перевод                    | Место | Баллы |
| -- | ------------------ | --------------------------- | ------------------- | --------------------------------------------------------------- | -------------------------- | ----- | ----- |
| 01 | Швеция             | Шведский                    | Мимми Санден        | «Du»                                                            | Ты                         | 6     | 68    |
| 02 | Россия             | Русский                     | Екатерина Рябова    | «Маленький принц»                                               | —                          | 2     | 116   |
| 03 | Армения            | Армянский                   | Луара Айрапетян     | «Барселона» (Բարսելոնա)                                         | —                          | 2     | 116   |
| 04 | Румыния            | Румынский                   | Иоана Анута         | «Ai puterea în mâna ta»                                         | Сила — в ваших руках       | 13    | 19    |
| 05 | Сербия             | Сербский                    | Ништа Лично         | «Онаj прави»                                                    | Тот настоящий              | 10    | 34    |
| 06 | Грузия             | Грузинский                  | Princesses          | «Lurji prinveli» (ლურჯი ფრინველი)                               | Синяя птица                | 6     | 68    |
| 07 | Нидерланды         | Нидерландский, английский   | Ральф Макенбах      | «Click Clack»                                                   | Щёлк-щёлк                  | 1     | 121   |
| 08 | Кипр               | Греческий                   | Рафаэлла Коста      | «Thalassa, helios, aeras, fotia» (Θάλασσα, ήλιος, αέρας, φωτιά) | Воздух, земля, огонь, вода | 11    | 32    |
| 09 | Мальта             | Английский                  | Франческа и Микаэла | «Double Trouble»                                                | Двойная проблема           | 8     | 55    |
| 10 | Украина            | Украинский                  | Андраник Алексанян  | «Три тополі, три сурми»                                         | Три тополя, три трубы      | 5     | 89    |
| 11 | Бельгия            | Нидерландский               | Лаура Омлооп        | «Zo verliefd (Yodelo)»                                          | Так влюблена               | 4     | 113   |
| 12 | Беларусь           | Русский, латынь, выдуманный | Юрий Демидович      | «Волшебный кролик»                                              | —                          | 9     | 48    |
| 13 | Северная Македония | Македонский                 | Сара Марковска      | «За љубовта»                                                    | За любовь                  | 12    | 31    |

## Голосование
Все страны в начале голосования получили 12 баллов, чтобы ни одна страна не получила в итоге ноль баллов.
|           |                    | Результат | Результат | Результат | Результат | Результат | Результат  | Результат | Результат | Результат | Результат | Результат | Результат          | Результат | Результат |
| Всего     | Швеция             | Россия    | Армения   | Румыния   | Сербия    | Грузия    | Нидерланды | Кипр      | Мальта    | Украина   | Бельгия   | Беларусь  | Северная Македония |           |           |
| --------- | ------------------ | --------- | --------- | --------- | --------- | --------- | ---------- | --------- | --------- | --------- | --------- | --------- | ------------------ | --------- | --------- |
| Участники | Швеция             | 68        |           | 4         | 5         | 2         | 5          | 3         | 6         | 2         | 5         | 4         | 7                  | 5         | 8         |
| Участники | Россия             | 116       | 6         |           | 10        | 8         | 10         | 7         | 7         | 10        | 7         | 12        | 8                  | 12        | 7         |
| Участники | Армения            | 116       | 10        | 12        |           | 6         | 7          | 12        | 10        | 12        | 6         | 10        | 10                 | 8         | 1         |
| Участники | Румыния            | 19        | 1         |           |           |           |            |           | 1         |           | 2         |           |                    |           | 3         |
| Участники | Сербия             | 34        | 2         | 1         | 3         | 3         |            | 2         |           | 3         |           | 3         |                    | 1         | 4         |
| Участники | Грузия             | 68        | 3         | 5         | 6         | 7         | 1          |           | 4         | 7         | 10        | 6         | 5                  | 2         |           |
| Участники | Нидерланды         | 121       | 12        | 8         | 8         | 12        | 8          | 8         |           | 8         | 8         | 8         | 12                 | 7         | 10        |
| Участники | Кипр               | 32        | 7         | 3         | 2         | 1         |            | 1         |           |           | 1         |           | 2                  | 3         |           |
| Участники | Мальта             | 55        |           | 2         | 4         | 4         | 4          | 4         | 8         | 4         |           | 1         | 6                  | 4         | 2         |
| Участники | Украина            | 89        | 4         | 7         | 12        | 10        | 2          | 10        | 5         | 5         | 4         |           | 3                  | 10        | 5         |
| Участники | Бельгия            | 113       | 8         | 10        | 7         | 5         | 12         | 6         | 12        | 6         | 12        | 5         |                    | 6         | 12        |
| Участники | Беларусь           | 48        |           | 6         | 1         | 3         |            | 5         | 3         | 1         |           | 7         | 4                  |           | 6         |
| Участники | Северная Македония | 31        | 5         |           |           |           | 6          |           | 2         |           | 3         | 2         | 1                  |           |           |

| Кол-во | Страна     | Страны, давшие 12 баллов                       |
| ------ | ---------- | ---------------------------------------------- |
| 4      | Бельгия    | Северная Македония, Мальта, Нидерланды, Сербия |
| 3      | Армения    | Грузия, Кипр, Россия                           |
| 3      | Нидерланды | Бельгия, Румыния, Швеция                       |
| 2      | Россия     | Беларусь, Украина                              |
| 1      | Украина    | Армения                                        |

### Глашатаи
1. Швеция — Элиза Маттисон
2. Россия — Филипп Мазуров
3. Армения — Размик Аргаджанян
4. Румыния — Юлия Чиобану
5. Сербия — Невена Божович (Представитель Сербии на «Детском Евровидении — 2007»)
6. Грузия — Ана Давитайя
7. Нидерланды — Марисса Грасдэйк (Представитель Нидерландов на «Детском Евровидении — 2008»)
8. Кипр — Йоргос Иоаннидес (Представитель Кипра на «Детском Евровидении — 2007»)
9. Мальта — Даниель Теста (Представитель Мальты на «Детском Евровидении — 2008»)
10. Украина — Мариетта
11. Бельгия — Оливер (Представитель Бельгии на «Детском Евровидении — 2008»)
12. Беларусь — Арина Алешкевич
13. Северная Македония — Йованна Крстевска

## Отказались от участия
- Болгария — Страна не вошла в список стран-участниц «Детского Евровидения — 2009».
- Греция — Вещатель отказался от участия из-за низких рейтингов, плохих результатов[6], а также из-за экономического кризиса[7].
- Литва — Вещатель отказался от участия из-за финансовых трудностей.

## Трансляция

### Участвующие страны
- Армения — Гоар Гаспарян (ARMTV)
- Беларусь — Денис Курьян (Беларусь 1)
- Бельгия — на нидерландском: Кристиен Мэйс и Бен Рулантс (VRT)
- Грузия — Софья Автунашвили (GPB)
- Кипр — Кириакос Пастидес (CyBC)
- Северная Македония — Диме Димитровски (МТВ 1)
- Мальта — Валери Велла (PBS)
- Нидерланды — Сипке Ян Бузема (AVRO)
- Россия — Ольга Шелест (Россия-1)
- Румыния — Иоана Исопеску и Александр Надь (TVR1 и TVRi)
- Сербия — Душка Вучинич-Лучич (RTS2)
- Украина — Тимур Мирошниченко (UA:Перший)
- Швеция — Йоханна Карлссон (TV4)

### Не участвующие страны
- Австралия — без комментатора (SBS — 14 апреля 2010)
- Азербайджан — неизвестно (İTV)
- Босния и Герцеговина — Деян Кукрич (BHRT)